# Cesson-Sévigné
Cesson-Sévigné (en bretó Saozon-Sevigneg) és un municipi francès, situat a la regió de Bretanya, al departament d'Ille i Vilaine. L'any 2006 tenia 15.267 habitants. Limita amb Betton i Liffré al nord, Thorigné-Fouillard i Acigné al nord-est, Noyal-sur-Vilaine a l'est, Domloup al sud-est, Chantepie al sud i Rennes à l'oest.

## Demografia
| Evolució de la població Ehess i INSEE |       |       |       |       |       |       |       |       |
| 1793                                  | 1800  | 1806  | 1821  | 1831  | 1836  | 1841  | 1846  | 1851  |
| 2 173                                 | 2 119 | 2 215 | 2 350 | 2 366 | 2 206 | 2 283 | 2 400 | 2 480 |

| 1856  | 1861  | 1866  | 1872  | 1876  | 1881  | 1886  | 1891  | 1896  |
| ----- | ----- | ----- | ----- | ----- | ----- | ----- | ----- | ----- |
| 2 526 | 2 632 | 2 561 | 2 418 | 2 441 | 2 431 | 2 464 | 2 306 | 2 218 |

| 1901  | 1906  | 1911  | 1921  | 1926  | 1931  | 1936  | 1946  | 1954  |
| ----- | ----- | ----- | ----- | ----- | ----- | ----- | ----- | ----- |
| 2 176 | 2 017 | 2 050 | 1 834 | 1 842 | 1 902 | 2 177 | 2 791 | 2 934 |

| 1962  | 1968  | 1975  | 1982   | 1990   | 1999   | 2006 | 2011 | 2016 |
| ----- | ----- | ----- | ------ | ------ | ------ | ---- | ---- | ---- |
| 3 467 | 3 658 | 6 424 | 10 451 | 12 708 | 14 344 | -    | -    | -    |

| 2019 | - | - | - | - | - | - | - | - |
| ---- | - | - | - | - | - | - | - | - |
| -    | - | - | - | - | - | - | - | - |

## Administració
| Període   | Identitat      | Partit        |
| --------- | -------------- | ------------- |
| 1971-2000 | Roger Belliard | Divers droite |
| 2000-2008 | Joseph Roze    | Divers droite |
| 2008-     | Michel Bihan   | PS            |

## Galeria d'imatges

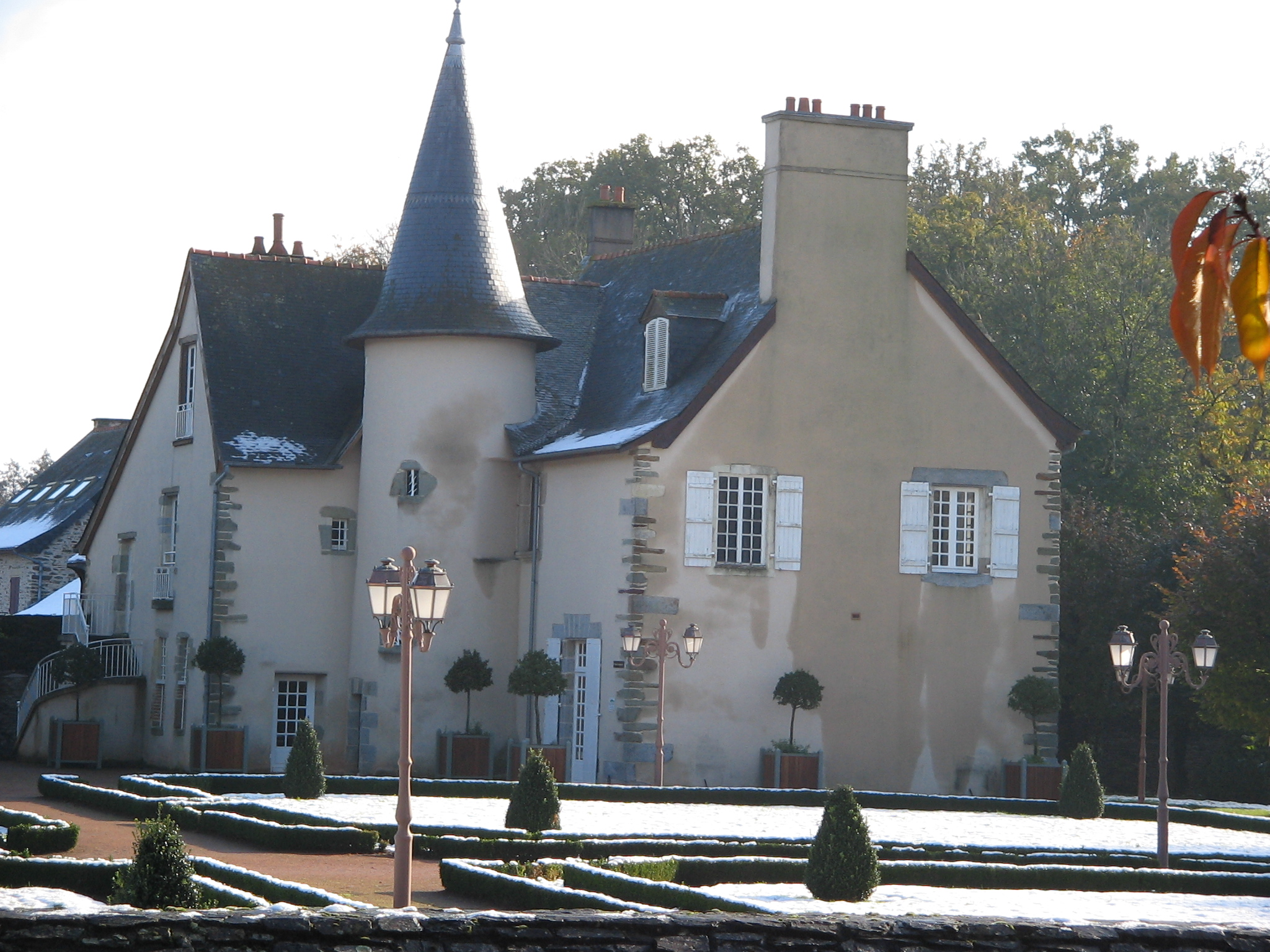
El mas de Bourgchevreuil, al centre de la comuna.
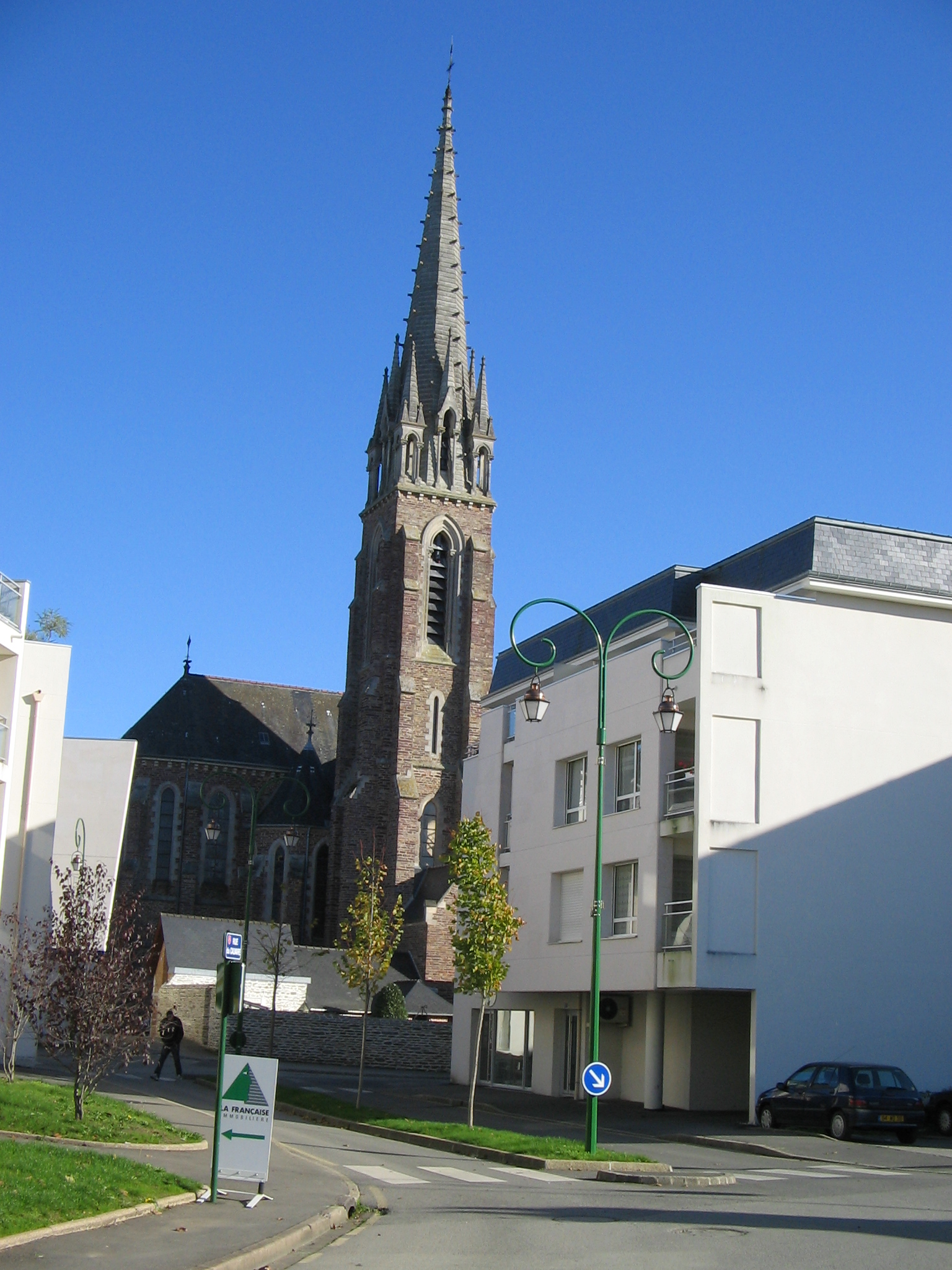
L'església Saint-Martin.
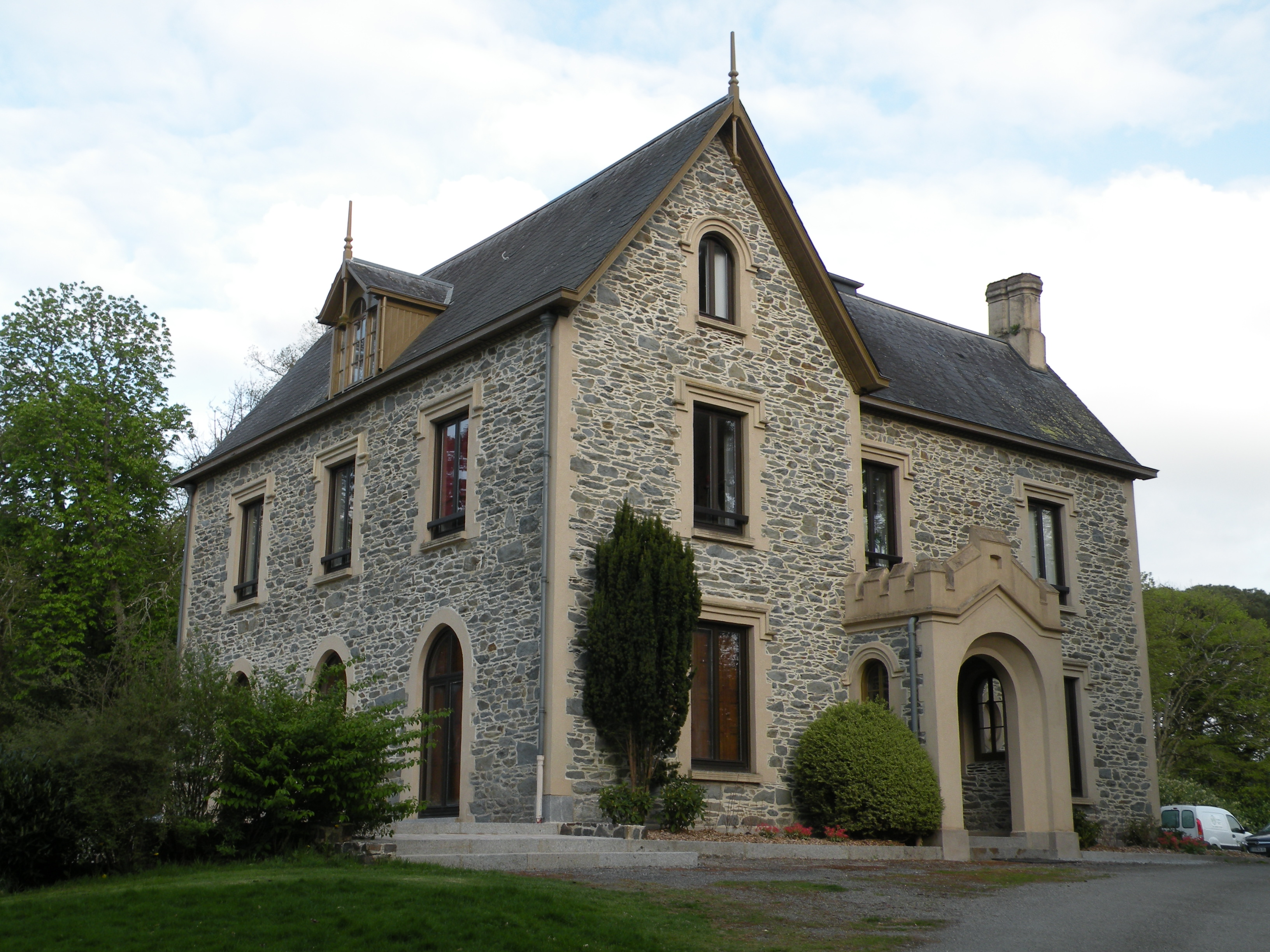
El « castell » de la Monniais.